# Ivan Bohdan
Pour les articles homonymes, voir Bohdan.
Ivan Bohdan, né le 29 février 1928 à Dmytro-Bilivka en RSS d'Ukraine et mort le 25 décembre 2020, est un lutteur soviétique puis ukrainien.

## Palmarès

### Jeux olympiques
- Médaille d'or en lutte gréco-romaine dans la catégorie des plus de 87 kg en 1960 à Rome

### Championnats du monde
- Médaille d'or en lutte gréco-romaine dans la catégorie des plus de 87 kg en 1961 à Yokohama
- Médaille d'or en lutte gréco-romaine dans la catégorie des plus de 87 kg en 1958 à Budapest